# Arthur Hiller

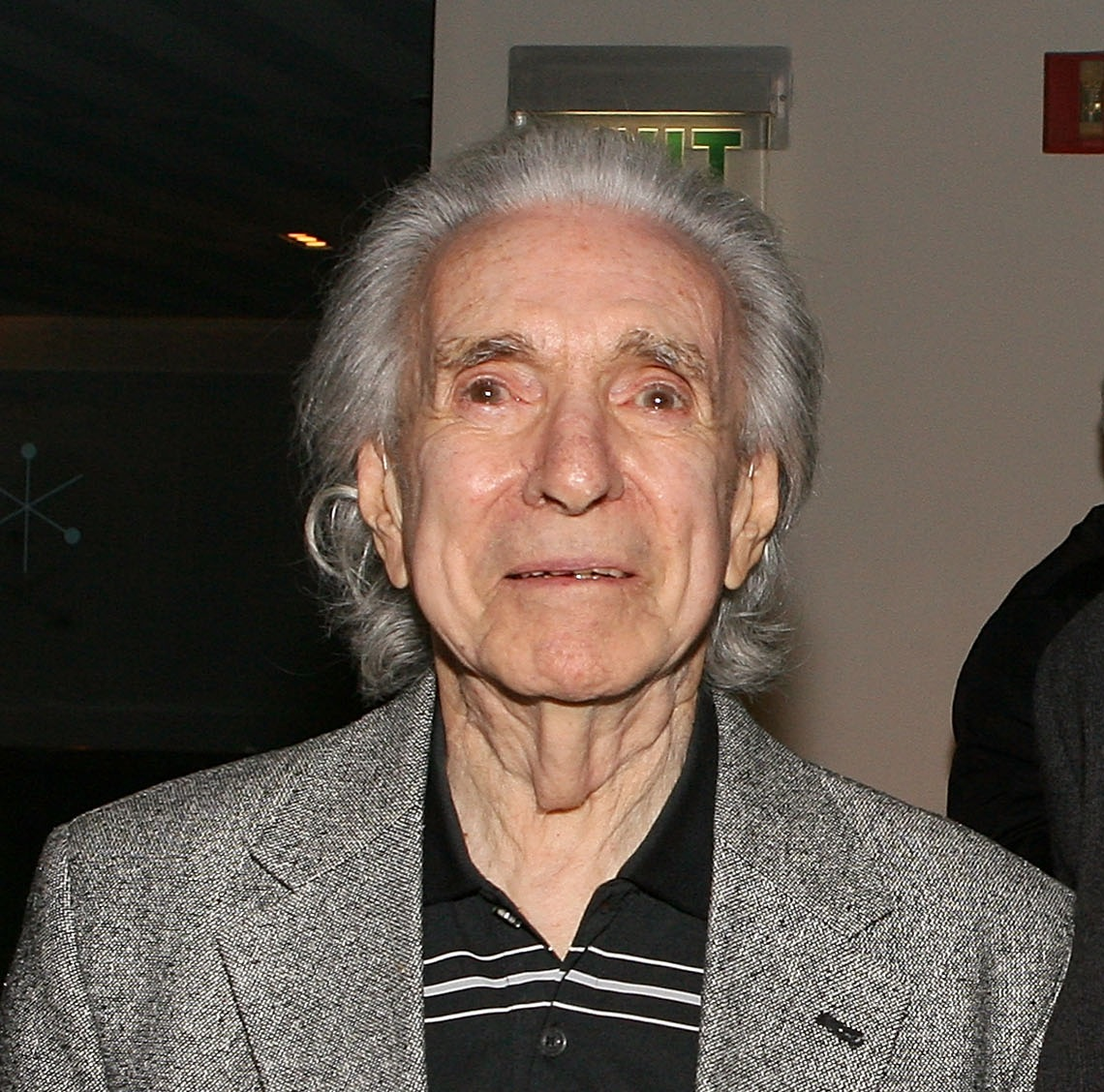
Arthur Hiller

Arthur Hiller (n. 22 noiembrie 1923, Edmonton - d. 17 august 2016, Los Angeles) este un regizor canadian de film.

## Filmografie
- The Careless Years (1957)
- Miracle of the White Stallions (1963)
- The Wheeler Dealers (1963)
- The Americanization of Emily (1964)
- Promise Her Anything (1965)
- Penelope (1966)
- Tobruk (1967)
- The Tiger Makes Out (1967)
- Popi (1969)
- The Out-of-Towners (1970)
- Love Story (1970), nominalizare Premiul Oscar pentru cel mai bun regizor
- The Hospital (1971)
- Plaza Suite (1971)
- Man of La Mancha (1972)
- The Crazy World of Julius Vrooder (1974)
- The Man in the Glass Booth (1975)
- Silver Streak (1976)
- W.C. Fields and Me (1976)
- Nightwing (1979)
- The In-Laws (Cuscrii, 1979)
- Making Love (1982)
- Author! Author! (1982)
- Romantic Comedy (1983)
- The Lonely Guy (1984)
- Teachers (1984)
- Outrageous Fortune (1987)
- See No Evil, Hear No Evil (1989)
- Taking Care of Business (1990)
- Married to It (1991)
- The Babe (1992)
- Carpool (1996)
- An Alan Smithee Film: Burn Hollywood Burn (1997) (ca Alan Smithee)
- Pitch (1997)
- National Lampoon's Pucked (2006)

## Legături externe
- Arthur Hiller la Internet Movie Database